# Flood (filme)
Flood (br: Tempestade; pt: Londres - O Dia do Juízo Final) é um filme-catástrofe dirigido por Tony Mitchell. É resultado de uma co-produção britânica, canadense e sul-africana, e foi lançado em 24 de agosto de 2007. O filme é estrelado por Robert Carlyle, Jessalyn Gilsig, David Suchet e Tom Courtenay, e teve como base o livro de mesmo nome de Richard Doyle.

## Sinopse
O filme descreve uma devastadora inundação que atinge Londres quando a Barreira do Tâmisa é submergida por uma imensa onda de água. Uma maré de tempestade começa a causar grandes prejuízos na cidade costeira de Wick, na Escócia, e posteriormente viaja entre o Reino Unido e a Europa continental, aumentando o nível da maré. O chefe do Met Office (serviço nacional de meteorologia britânico), Keith Hopkins, acredita que a tempestade irá em direção à Holanda, mas equivoca-se quando o professor Leonard revela a aproximação da enorme onda de água que passará pela Barreira do Tâmisa e inundará a área central de Londres. Leonard tem focado sua vida na crença de que a barreira foi construída em uma área ruim, sendo tratado de maneira indiferente pelo seu filho Rob, o engenheiro responsável pela barreira, que até então não acreditava na teoria de seu pai. O vice-primeiro-ministro Campbell declara estado de emergência e manda evacuar civis de Londres. Ele é assessorado pela Comissária de Polícia Patricia Nash, pelo Major General Ashcroft, pelo auto-culpado Hopkins, além de outros especialistas integrantes do COBRA.
Em três horas, a onda d'água chega à Londres e passa completamente a barreira. Rob e sua esposa Sam saltam no Tâmisa para obterem melhores chances de escapar da água, enquanto Leonard é salvo por militares através de um helicóptero, que o encaminham ao Whitehall, onde as autoridades aguardam sua assistência para encontrar uma maneira de remover a água que atinge a cidade. Rob e Sam chegam ao Metropolitano com outros sobreviventes, onde encontram dois trabalhadores do metrô, Bill e Frank, que até então não sabiam o que estava ocorrendo, e caminham até uma estação próxima a fim de subirem até a superfície ;lá conversam por algum tempo, até que os dois se atraem e acabam tendo relações sexuais. No caminho, no entanto, Frank morre ao ser levado pela correnteza que atingira a estação. Saindo da estação por meio de uma escada, o grupo se encontra na inundada Trafalgar Square. Rob e Sam telefonam para Leonard, que preparou um plano para fazer a água sair da cidade, abrindo-se as porteiras secundárias da barreira em um tempo determinado, fazendo com que uma contra-maré saia pela barreira, diminuindo assim o nível da água. Hopkins, sentindo-se ainda mais culpado quando assistia os noticiários de militares nas operações de evacuação, saiu discretamente da sala de operações do COBRA; logo depois, Ashcroft informou que ele havia se afogado.
Rob, Sam e Leonard se reúnem na barreira, mas descobrem que o controle manual da barreira está sob a água; Leonard se voluntaria para ativá-lo. Outra onda se aproxima, e a abertura da barreira precisa ser rápida para que a onda seja barrada pela contra-maré e salvar a cidade. O Primeiro-ministro britânico, que está na Austrália durante o desastre, impacienta-se e ordena um ataque aéreo militar na barreira na tentativa de parar a água de uma vez por todas. Os Morrisons continuam com o seu plano na barreira. No momento em que as porteiras se abrem, Sam comunica o COBRA, e Ashcroft ordena o abortamento do ataque aéreo, instantes antes da inicialização, quando os caças se aproximavam da barreira. Leonard consegue ativar o controle manual, mas morre afogado, o que causa muita tristeza para Rob, mas salvando Londres como resultado.

## Elenco
- Robert Carlyle como Rob Morrison
- Jessalyn Gilsig como Sam Morrison
- Tom Courtenay como Professor Leonard Morrison
- Joanne Whalley como Comissária Patricia Nash
- David Suchet como Vice-Primeiro Ministro Campbell
- Nigel Planer como Keith Hopkins
- Poppy Miller como Nikki Fuller
- Ralph Brown como Neil Stafford
- Jade Davidson como Mel Stafford
- Pip Torrens como Oficial de Ligação do Exército Richardson
- David Hayman como Major General Ashcroft
- Gottfried John como Arthur Moyes
- Nathalie Boltt como Kate Morrison
- Giorgio Lupano como Toni Lombardi
- Angus Barnett como Bill
- Tom Hardy como Zak
- Susan Wooldridge como Penny
- John Benfield como Frank
- Martin Ball como Wyatt
- Cecilia Dazzi como Anna
- Sara Langridge como Claire

## Produção
O filme foi gravados em locações em Londres por duas semanas e na África do Sul por 11 semanas. É notável pelo uso de um intricado design de produção e efeitos especiais na representação de famosas referências londrinas como o Metropolitano, as Casas do Parlamento e a arena O2 sendo parcialmente submergidas sob a água.
Vinte e seis sets de estúdio foram construídos com efeitos de água embutidos para filmar os atores em uma ampla gama de sequências de inundação. Conjuntos em miniatura em tanques de água foram usados para filmar edifícios maiores inundados, como a Barreira do Tamisa, o metrô de Londres e estacionamentos. Efeitos visuais gerados por computador foram usados para criar imagens da Londres inundada combinando fotos de Londres com água criada digitalmente. Locais na Cidade do Cabo foram usados para Whitehall, a costa escocesa, o metrô de Londres e a Barreira do Tamisa.

## Lançamento
Uma versão de 110 minutos do filme teve um lançamento limitado no Reino Unido, com estreia em 24 de agosto de 2007 e foi lançado em DVD no Reino Unido em 29 de outubro de 2007.[carece de fontes?] Uma versão estendida para TV em duas partes foi exibido na ITV1 em 4 e 5 de maio de 2008 e lançado no Reino Unido em DVD em 27 de outubro de 2008.[carece de fontes?] Ele também foi exibido como uma minissérie na Espanha, Itália, Nova Zelândia, África do Sul, Canadá, Finlândia e Dinamarca. A versão estendida foi repetida no ITV3 em 10 e 11 de janeiro de 2011.

### Resposta da crítica
Anna Smith, da BBC, deu ao filme 3 estrelas de cinco, com a crítica chamando-o de "um filme de desastre americano em solo britânico bastante encharcado".